# 界石镇 (重庆市)
界石镇，是中华人民共和国重庆市巴南區下辖的一个乡镇级行政单位，面积64.83km2，人口61849。

## 行政区划
界石镇下辖以下地区：
界石一社区、界石二社区、界石三社区、桂花村、海棠村、新玉村、武新村、金鹅村和钟湾村。